# Marko Primorac
Marko Primorac (ur. 25 października 1984 w Zagrzebiu) – chorwacki ekonomista i nauczyciel akademicki, od 2022 minister finansów, od 2024 również wicepremier.

## Życiorys
W 2003 ukończył szkołę średnią, a w 2007 studia ekonomiczne na Uniwersytecie w Zagrzebiu. W 2008 został absolwentem studiów podyplomowych z zarządzania instytucjami finansowymi, natomiast w 2013 obronił doktorat. W 2007 został nauczycielem akademickim na wydziale ekonomicznym macierzystej uczelni, w 2016 został na nim docentem, a w 2021 objął stanowisko profesorskie. Prowadził także wykłady na wydziale prawa Uniwersytetu w Zagrzebiu. W pracy naukowej specjalizował się w zakresie polityki fiskalnej, finansów publicznych i zarządzania ryzykiem. Pracował przy projektach badawczych, a także jako konsultant Banku Światowego. Został właścicielem przedsiębiorstwa konsultingowego, pełnił funkcję wiceprzewodniczącego rady nadzorczej publicznego nadawcy Hrvatska radiotelevizija. Był także doradcą ekonomicznym prezydent Kolindy Grabar-Kitarović (2018–2020).
W lipcu 2022 Chorwacka Wspólnota Demokratyczna wysunęła jego kandydaturę na ministra finansów po dymisji Zdravko Maricia. Stanowisko to Marko Primorac objął w tym samym miesiącu, dołączając do rządu Andreja Plenkovicia. Utrzymał tę funkcję w utworzonym w maju 2024 trzecim rządzie lidera HDZ, w którym dodatkowo został wicepremierem.

## Życie prywatne
Żonaty z urzędniczką państwową Iskrą Primorac.